# Schwefe
Schwefe – wieś w gminie Welver w powiecie Soest, w kraju związkowym Nadrenia Północna-Westfalia, w rejencji Arnsberg.

## Demografia
Według spisu ludności z końca 2024 roku, w Schwefe mieszkało 654 mieszkańców, z czego 319 to mężczyźni, a 335 kobiety.

## Geografia

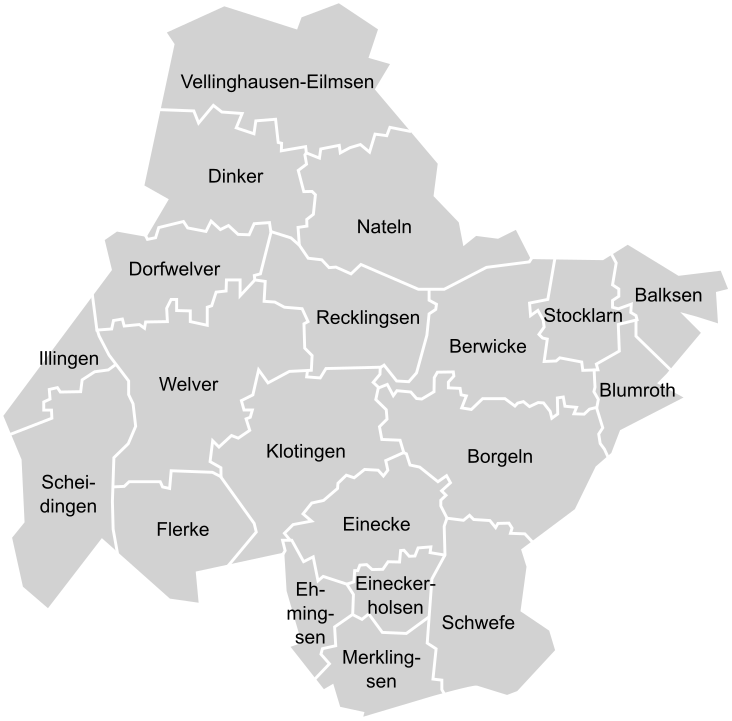
Dzielnice gminy Welver

Schwefe mierzy powierzchnię 5,60 km².
Dzielnica leży w południowej części gminy i graniczy z czterema innymi dzielnicami: Borgeln, Einecke, Eineckerholsen i Merklingsen.

## Historia
Pierwsza wzmianka o Schwefe pochodzi z 1212 roku. Wówczas wieś nazywała się Sveve.

### Reorganizacja gmin
W ramach reorganizacji gmin 1 lipca 1969 roku Schwefe wraz z 20 innymi miejscowościami stało się częścią nowej gminy Welver.

## Polityka
Burmistrzem Schwefe jest Tim-Fabian Römer.